# Герб Арганіла
Ге́рб Аргані́ла — офіційний символ містечка Арганіл, Португалія. Використовується як територіальний герб. У срібному щиті стоїть сосна натурального кольору на зеленому пагорбі з чорним контуром. Обабіч сосни два червоних півмісяці, обернені рогами догори. Щит увінчує срібна мурована містечкова корона з чотирма вежами.  Під щитом біла стрічка, на якій великими літерами напис португальською: «vila de Arganil» (містечко Арганіл).  Офіційно затверджений 10 травня 1934 року.  

## Галерея

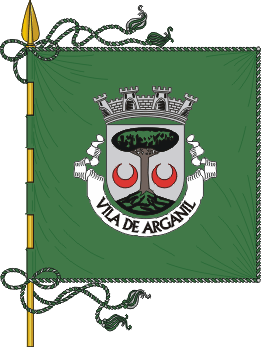
Прапор